# 1380er
Portal Geschichte | Portal Biografien | Aktuelle Ereignisse | Jahreskalender | Tagesartikel

◄ |
13. Jh. |
14. Jahrhundert
| 15. Jh. | ►

◄ |
1350er |
1360er |
1370er |
1380er
| 1390er | 1400er | 1410er | ►

1380 |
1381 |
1382 |
1383 |
1384 |
1385 |
1386 |
1387 |
1388 |
1389

## Ereignisse
- 1380: Timur beginnt seine Feldzüge in Asien.
- 1381: Bauernaufstand in England unter Wat Tyler.
- 1386: Gründung der ersten Universität im heutigen Deutschland in Heidelberg.